# Ingeborg Hovland
Ingeborg Hovland, född den 3 oktober 1969, är en norsk fotbollsspelare. Vid fotbollsturneringen under OS 2000 i Sydney deltog hon i det norska lag som tog guld.